# Монтанаро
Монтанаро (итал. Montanaro) је насеље у Италији у округу Торино, региону Пијемонт.
Према процени из 2011. у насељу је живело 5244 становника. Насеље се налази на надморској висини од 214 м.

## Становништво
Према резултатима пописа становништва 2011. у општини је живело 5.375 становника.
| 1931. | 1936. | 1951. | 1961. | 1971. | 1981. | 1991. | 2001. | 2011. |
| ----- | ----- | ----- | ----- | ----- | ----- | ----- | ----- | ----- |
| 3.823 | 3.588 | 4.047 | 4.425 | 5.042 | 5.306 | 5.283 | 5.274 | 5.375 |

## Партнерски градови
- Chiusa Sclafani